# Liste der Monuments historiques in Trégunc
Die Liste der Monuments historiques in Trégunc führt die Monuments historiques in der französischen Gemeinde Trégunc auf.

## Liste der Bauwerke
| Bezeichnung                                     | Beschreibung | Standort                | Kennzeichnung         | Schutzstatus | Datum | Bild           |
| ----------------------------------------------- | ------------ | ----------------------- | --------------------- | ------------ | ----- | -------------- |
| Kapelle Notre-Dame in Kerven                    |              | (Lage)                  | PA00090466            | Inscrit      | 1932  | weitere Bilder |
| Kapelle St-Philibert                            |              | (Lage)                  | PA00090467            | Inscrit      | 1932  | weitere Bilder |
| Dolmen von Kermadoué                            |              | (Lage)                  | PA00090468            | Classé       | 1968  |                |
| Menhir von Kerangallou                          |              | Route de Melgven (Lage) | PA00090470            | Classé       | 1930  |                |
| Menhir von Kergleuhan                           |              | (Lage)                  | PA00090469            | Classé       | 1965  |                |
| Stèle protohistorique christianisée de Kernalec |              | (Lage)                  | PA00090471/PA00090472 | Classé       | 1971  | weitere Bilder |
| Stèle protohistorique de Kerdalé                |              | (Lage)                  | PA00090473            | Inscrit      | 1966  | weitere Bilder |
| Stèles protohistoriques de Saint-Philibert      |              | (Lage)                  | PA00090474            | Classé       | 1965  | weitere Bilder |

## Liste der Objekte
- Monuments historiques (Objekte) in Trégunc in der Base Palissy des französischen Kultusministerium